# 羅伯特·勞吉亞
羅伯特·勞吉亞（Robert Loggia，1930年1月3日—2015年12月4日）是一位美國演員，出生於紐約史泰登島。勞吉亞曾以飾演1988年的電影《飛進未來》中的Mr. MacMillan獲得第16屆土星獎最佳電影男配角。另外勞吉亞亦出演1996年的電影ID4星際終結者，飾演William Grey將軍。2015年勞吉亞因阿茲海默症併發症去世，葬於洛杉磯西木村紀念公園公墓。